# Irem M-92
Irem M-92 es una Placa de arcade creada por Irem destinada a los salones arcade.

## Descripción
El Irem M-92 fue lanzada por Irem en 1991. 
Esta tiene la particularidad de tener una placa superior e inferior. La placa superior (principal) es la misma para todos los juegos, pero la placa inferior (juego) puede variar de un juego a otro. La CPU de sonido y el chip de sprites están en la placa de juego en lugar de la placa principal y puede diferir entre los juegos.
En esta placa funcionaron 13 títulos, entre ellos está In the Hunt y R-Type Leo.

## Especificaciones técnicas

### Procesador
- V33 a 9 MHz

### Audio
Chips de Sonido:
- - YM2151 trabajando a 3.579545 MHz
  - GA20 trabajando a 3,579545 MHz
  - Otros Chip: GA21, GA22

## Lista de videojuegos
- Blade Master / Cross Blades!
- Dream Soccer 94
- Gunforce
- Gunforce 2 / Geostorm
- Hook
- In The Hunt / Kaitei Daisensou
- Lethal Thunder / Thunder Blaster
- Major Title 2 / The Irem Skins Game
- Mystic Riders / Gun Hohki
- Ninja Baseball Batman / Yakyuu Kakutou League-Man
- Perfect Soldiers / Superior Soldiers
- R-Type Leo
- Undercover Cops